# Zaynab bint Ali
Zaynab bint Ali (en arabe : زينب بنت علي) était la fille de l'imam et calife bien guidé de l'islam Ali ibn Abi Talib, et la petite-fille de Mahomet. Zaynab, fille de l'imam Ali, est décédée en Égypte au Caire. Le lieu exact de sa sépulture est disputé, les principales sources la situant dans la mosquée de Sayyida Zeinab à Damas. Les autres la situent au Caire. Sur les deux sites, sa tombe a fait l'objet de pèlerinages. On l'appelle également Zaynab al-Kubrâ.

## Son enfance
Zaynab est le troisième enfant d'Ali et de Fatima Zahra. Elle nait à Médine le 5 Joumada al Oula de la cinquième année de l’Hégire, soit en 626. D'autres sources situent sa naissance en 631. Elle est nommée par Mahomet du nom de sa tante aînée qui vient de mourir. À sa naissance, l'ange Gabriel aurait prophétisé, à son sujet, une existence difficile. Mahomet aime beaucoup sa petite-fille qui lui rappelle son épouse Khadija.
Zaynab perd sa mère à cinq ans. Elle grandit dans le giron de ses deux frères al-Hassan ibn Ali et al-Hussein ibn Ali.

## Le mariage
Quand Zaynab atteint l'âge nubile, elle est mariée à son cousin Abdullah ibn Ja'far (en) , fils de Ja'far ibn Abi Talib, en simples noces. Même si son mari est un homme riche, le couple mène une vie très modeste. La plupart de leurs biens est consacrée à la charité.
Le mariage de Zaynab ne la détourne guère de sa famille. Ainsi, lorsqu'Ali devient calife et qu'il fait de Koufa sa nouvelle capitale, Zaynab et son époux l'y rejoignent.
Zaynab a eu quatre garçons, Ali, Awn, Abbas, Mahomet et une fille prénommée Umm Kulthum, comme sa tante. Ali est le seul de ses enfants dont on connaisse la postérité.

## La bataille de Kerbala
À la mort de Muawiya Ier, débute une querelle de succession (la Deuxième Fitna) entre les Omeyyades et les Alides. Le frère de Zaynab, Hussein, se rend à Koufa où les habitants l'invitent, dans un premier temps, pour lui octroyer le gouvernement de la communauté musulmane. Zaynab, sa sœur et trois de ses fils (Awn, Ali et Mahomet) l'accompagnent, mais ce n'est pas le cas d'Ibn Ja'far, malgré la sympathie qu'il porte à Hussein et à sa cause. Les partisans de Husseyn sont interceptés par le camp adverse à Kerbala.
Awn et Mahomet sont tués lors de la bataille de Kerbala. Ali ne participe pas à cette bataille car tombé malade, il est trop faible pour combattre.
Zaynab est conduite, avec les autres survivants de la bataille de Kerbala, jusqu'à Damas au palais du calife omeyyade Yazid qui les relâche et leur permet de retourner à Médine. Zaynab décède peu après (en 682 ou en 684), à Damas ,.

## Sépulture
Le lieu de sépulture de Zaynab est incertain. Selon les sources, sa tombe se trouverait soit à l'intérieur de la mosquée de Sayyida Zeinab dans la banlieue sud de Damas, soit au Caire, dans une mosquée du même nom. Les deux sites sont des lieux de pèlerinage : celui de Damas est fréquenté par les chiites alors que celui du Caire est fréquenté par les sunnites. Les partisans d'un tombeau situé au Caire (sunnites ou chiites ismaéliens) appellent Zaynab, Zaynab al-Kubra (Zaynab l'aînée) pour  la distinguer de sa sœur cadette Zaynab al-Soghra (également appelée Oumm Koulthoum bint Ali) dont la tombe serait dans la mosquée de Zainab de Damas. Oumm Koulthoum était également présente à la bataille de Karbala et à prononcé un discours éloquent à l'encontre de la population de Koufa qui s'était détournée de leur frère Hussein, après l'avoir soutenu,.

## Rôle de modèle dans la transmission des hadiths et le combat contre l'oppression
Ibn Abbas (m. c. 687) l'a appelée Zaynab Aqilatu Bani Hashim (lit. "la sage des Bani Hashim"), du fait de sa grande connaissance des hadiths. Selon Hamdar, sa réputation parmi les spécialistes était telle qu'on appelait  Ali "père de Zaynab" lorsque les Omeyyades interdirent de prononcer le nom d'Ali. Elle a également enseigné l'exégèse coranique aux femmes à Médine puis à Kufa, et a probablement été formée par son père Ali, que Qutbuddin considère comme "le plus savant des sages de l'islam".
Zaynab est également réputée pour son éloquence. Un sermon attribué à Zaynab après la bataille de Karbala est rapporté par Ibn Abi Tahir Tayfur dans son Balaghat al-nisa, une anthologie de discours éloquents prononcés par des femmes.
Zaynab est aussi prise comme modèle par certaines femmes musulmanes pour son courage contre l'oppression, sa foi, son éloquence et son érudition. Elle est également évoquée par des mouvements de femmes activistes et féministes.